# Peta Mullens
Peta Mullens (* 8. März 1988 in Sale) ist eine australische Radsportlerin. Als Allrounderin ist sie auf Straße, Bahn, auf dem Mountainbike und im Cyclocross aktiv.

## Sportliche Laufbahn
2004 errang Peta Mullens bei den Ozeanienspielen eine Silbermedaille im Punktefahren der Juniorinnen und die bronzene in der Einerverfolgung auf der Bahn. 2006 wurde sie australische Junioren-Meisterin in der Verfolgung und bei den UCI-Bahn-Weltmeisterschaften der Junioren 2006 in Gent belegte sie Rang drei in dieser Disziplin.
Bei den Ozeanienspielen im Jahr 2007 wurde Mullens Dritte im Straßenrennen der Elite. 2013 wurde sie australische Meisterin im Cross Country und 2015 im Straßenrennen der Frauen. 2017 gewann sie den Mountainbike-Marathon Tour de Timor.

## Erfolge

### Bahn
2004
- Ozeanienspiele – Punktefahren (Junioren)
- Ozeanienspiele – Einerverfolgung (Junioren)

2006
- Junioren-Bahnweltmeisterschaft – Einerverfolgung
- Australische Junioren-Meisterin – Einerverfolgung

### Straße
2007
- Ozeanienspiele – Straßenrennen

2009
- Australische Meisterin (U23) – Straßenrennen

2015
- Australische Meisterin – Straßenrennen

2021
- eine Etappe Tour Down Under

### Mountainbike
2013
- Australische Meisterin – XC

2014
- Australische Meisterin – Eliminator

2016
- Ozeanienmeisterschaft – XC

2017
- Tour de Timor

### Cyclocross
2017
- Australische Meisterin

2019
- Australische Meisterin